# Warslow
Warslow – wieś w Anglii, w hrabstwie Staffordshire, w dystrykcie Staffordshire Moorlands. Leży 39 km na północny wschód od miasta Stafford i 216 km na północny zachód od Londynu.